# Lomamyia hamata
Lomamyia hamata är en insektsart som först beskrevs av Walker 1853.  Lomamyia hamata ingår i släktet Lomamyia och familjen Berothidae. Inga underarter finns listade i Catalogue of Life.